# Kawela Bay
Kawela Bay – census-designated place (CDP) na wyspie Oʻahu, w hrabstwie Honolulu, na Hawajach, w Stanach Zjednoczonych. Według szacunków United States Census Bureau w roku 2010 CDP miało 330 mieszkańców.

## Geografia
Według United States Census Bureau census-designated place obejmuje powierzchnię 2,0 mil2 (5,2 km²), z czego 0,6 mil2 (1,5 km²) stanowi ląd, a 1,4 mil2 (3,7 km²) stanowi woda.

## Demografia
Według spisu z roku 2000, CDP zamieszkiwało 410 osób, które tworzyły 189 gospodarstw domowych i 113 rodzin. Średni roczny dochód dla gospodarstwa domowego wynosił 49 167 $ a średni roczny dochód dla rodziny to 58 125 $. Średni roczny dochód na osobę wynosił 28 481 $ (35 938 $ dla mężczyzn i 36 625  $ dla kobiet). 11,4% rodzin i 10,1% mieszkańców census-designated place żyło poniżej granicy ubóstwa, z czego 4,9% to osoby poniżej 18 lat a 0,0% to osoby powyżej 65 roku życia.